# Rupsa
Rupsa är ett underdistrikt i Bangladesh. Det ligger i den södra delen av landet, 130 km sydväst om huvudstaden Dhaka.
Trakten runt Rupsa består till största delen av jordbruksmark. Runt Rupsa är det tätbefolkat, med 849 invånare per kvadratkilometer.